# Sekvojovec v Chabaních
Sekvojovec v Chabaních je památný strom v osadě Chabaně blízko Břestku. Jedná se o nejtlustší strom tohoto druhu v České republice. Byl vysazen pravděpodobně hrabětem Zikmundem II. Berchtoldem někdy počátkem 70. let 19. století, jako jeden ze tří. Do současnosti přežil jen jediný.

## Základní údaje
- název: Sekvojovec v Břestku[1], Sekvojovec v Chabaních[3]
- výška: 32 m (2001)[2], 25 m (~2002)[3]
- obvod: 612 cm (2001)[2], 590 cm (~2002)[3]
- průměr koruny: 16 m (2001)[2], 10 m (~2002)[3]
- věk: 272 let (informační tabule), 170 let (2001)[2], 100–150 let (~2002)[3]
- finalista soutěže Strom roku 2003 (7. místo)
- sanace: vyzdívka kmene

## Stav stromu a údržba
V místě stály původně 3 sekvojovce, 2 z nich ale zanikly. V tuhé zimě roku 1929 mu umrzl vrchol, následně v roce 1972 byl zasažen bleskem, kmen v celé délce podélně praskl a vrchol postupně uschl. Prasklina byla částečně vyzděna, strom zregeneroval a nasadil čtyři nové vrcholy, z nichž největší o výšce 8 metrů nahradil původní vrchol. Kmen lemuje oplocení.

## Historie a pověsti
Původní informační tabule u stromu udávala stáří 270 let, ale to je považováno za nepravděpodobné. U sekvojovců je jako u dalších rychle rostoucích dřevin věk často nadhodnocován. Vzhledem k tomu, že v Evropě se začaly rozšiřovat až v polovině 19. století, je pravděpodobnější nižší stáří.

## Další zajímavosti
V roce 2003 byl strom nominován do ankety Strom roku, kde se dostal do finále a s počtem 1101 hlasů obhájil 7. místo. Údajně je také co do obvodu kmene nejmohutnějším sekvojovcem v Evropě.

## Památné a významné stromy v okolí
V blízkosti stromu byla koncem 90. let 20. století vybudována ohrádka se čtyřmi sazenicemi sekvojovce.
- Lípa neviny